# مانويل دي لوكا
مانويل دي لوكا هو لاعب كرة قدم إيطالي في مركز الهجوم، ولد في 17 يوليو 1998 في بولسانو في إيطاليا. لعب مع نادي ألساندريا ونادي تورينو.

## وصلات خارجية
- مانويل دي لوكا على موقع قاعدة بيانات كرة القدم.إي يو (الإنجليزية)
- مانويل دي لوكا على موقع Soccerway.com (الإنجليزية)
- مانويل دي لوكا على موقع عالم كرة القدم.نت (الإنجليزية)
- مانويل دي لوكا على موقع AS.com (الإسبانية)